# Euphoria (Kendrick Lamar)
Euphoria è un singolo del rapper statunitense Kendrick Lamar, pubblicato il 30 aprile 2024.
Il brano è un dissing rivolto a Drake, in risposta alla diss track di quest'ultimo Push Ups, ed è stato seguito da una seconda diss track intitolata 6:16 in LA, pubblicata da Lamar sul suo profilo Instagram il 3 maggio seguente.

## Antefatti
A inizio carriera, Drake e Kendrick Lamar avevano collaborato in diversi brani: Buried Alive Interlude dall'album di Drake Take Care nel 2011, Poetic Justice dall'album di Lamar del 2012 Good Kid, M.A.A.D City e Fuckin' Problems dall'album di ASAP Rocky del 2013 Long. Live. ASAP. Tuttavia nel 2013 Kendrick Lamar ha dissato gran parte dei nomi della scena hip hop del tempo, fra cui Drake, nella sua strofa nel brano di Big Sean e Jay Electronica Control.
Da quel punto in poi, i due si sono scambiati diversi presunti dissing subliminali fino a marzo 2024, quando Kendrick Lamar è apparso nel brano di Future e Metro Boomin Like That nel quale ha dissato Drake e J. Cole, rifiutando l'idea che i tre formassero il big three del rap, che era stata proposta da J. Cole nel brano di Drake First Person Shooter, per autodefinirsi "l'unico grande". La strofa di Lamar ha scaturito una cosiddetta "guerra civile del rap", portando diversi artisti, fra cui The Weeknd, ASAP Rocky, Future e Rick Ross, a dissare Drake, in quanto molti di questi avevano già precedenti con il rapper canadese. Nel frattempo, J. Cole aveva risposto a Like That con il brano 7 Minute Drill, contenuto nel suo mixtape Might Delete Later, ma dopo due giorni ha deciso di scusarsi pubblicamente con Lamar durante un concerto e ha rimosso il brano dalle piattaforme streaming.
Il 13 aprile è trapelata in rete la diss track di Drake, indirizzata a Kendrick Lamar, The Weeknd, J. Cole, Rick Ross, Future e Metro Boomin, intitolata Push Ups, che è stata pubblicata ufficialmente pochi giorni dopo. Il brano è stato seguita dalla traccia Taylor Made, pubblicata esclusivamente su Instagram e contenente due strofe cantate con la voce di Tupac Shakur e Snoop Dogg realizzata attraverso l'intelligenza artificiale, indirizzata esclusivamente a Lamar. Drake è stato obbligato dai gestori dell'eredità di Tupac Shakur a rimuovere il brano dai suoi profili social a causa dell'utilizzo non autorizzato della voce di Shakur. Tra i due brani, Drake si è rivolto a Lamar attaccando la sua statura e il suo numero di scarpe, riferendosi al fatto che Lamar avesse dovuto cedere metà dei ricavi della sua musica a Anthony "Top Dawg" Tiffith, criticando la sua integrità come artista in quanto avesse collaborato con Taylor Swift e con i Maroon 5, affermando che non avrebbe pubblicato la sua risposta proprio perché Swift avrebbe rilasciato il suo album a breve, affermando che SZA, Travis Scott e 21 Savage lo superassero e che quindi lui non fosse parte del big three, riferendosi al paragone di Lamar con Prince dicendo che "per un re [ovvero Drake] un principe è solo un figlio" e facendo riferimenti alla moglie di Lamar.

## Descrizione
Secondo molti critici, in Euphoria Kendrick Lamar si "toglie dallo stomaco il suo odio per Drake", mentre il titolo probabilmente si riferisce all'omonimo teen drama, volendo affermare che Drake si comporti come un adolescente.

### Composizione e testi
Il brano si apre con un estratto vocale invertito che è stato rivelato essere un dialogo di Richard Pryor nel film del 1978 I'm Magic, nel quale Pryor dice: "Everything they say about me is true. I’m a phony", ovvero: "Tutto quello che dicono di me è vero. Sono un impostore". Dopodiché, il brano comincia "dolcemente", con un intro che campiona You’re My Latest, My Greatest Inspriation di Teddy Pendergrass. Lamar che aspetta l'ultima barra dell'intro per indirizzarsi direttamente a Drake, dicendo che "se Drake non avesse detto bugie su di lui, lui non avrebbe rivelato verità su Drake"; a questo punto c'è un beat switch e Lamar comincia a rappare più "energicamente".
Lamar attacca Drake in diversi modi: definendolo "patetico" per avere utilizzato le voci di Tupac Shakur e Snoop Dogg generate dall'intelligenza artificiale, riferendosi al fatto che nel 2019 Drake fosse stato accusato da una donna di violenza sessuale e che questo avesse risolto la causa inviando 530 000 dollari alla donna, definendolo "falso", affermando che provasse a imitare i suoi mentori Birdman e Lil Wayne senza avere tuttavia la credibilità per farlo e dicendo che "fa rigirare 'Pac nella sua tomba". Inoltre attacca di nuovo anche J. Cole, dicendo che lui e Drake si "baciano e abbracciano sul palco", si autodefinisce nuovamente il re e afferma che "prega che [Drake e J. Cole] siano veri amici, altrimenti sarebbe diventato YNW Melly", riferendosi al fatto che il rapper YNW Melly sia sotto processo dal 2019 per il presunto omicidio di due suoi amici stretti.
Successivamente, torna ad attaccare Drake più direttamente, affermando che quest'ultimo "non sappia niente su come crescere un figlio" e fa diversi riferimenti a Pusha T, riferendosi alla faida fra Drake e Pusha nel 2018, durante la quale Pusha T rivelò al mondo che Drake avesse un figlio del quale non si prendeva cura con il brano The Story of Adidon, al quale Drake non rispose. In seguito, Lamar afferma di "sapere delle cose che farebbero sembrare Gunna Wunna un santo", riferendosi al fatto che il rapper Gunna fosse stato accusato di avere testimoniato contro i suoi amici e colleghi nel processo alla YSL, dice di essere "il più grande hater di Drake" e di odiare come cammina, come parla, come si veste e come dissa subliminalmente, facendo notare di non parlare solo per sé stesso ma per "tutta la cultura"; in questo punto, Lamar si riferisce a un discorso fatto dal rapper DMX in un'intervista del 2012, durante la quale gli avevano chiesto cosa pensasse di Drake e lui aveva detto proprio di odiare tutto quello che Drake fa: come cammina, come si veste, come parla, eccetera. Inoltre, Lamar accusa Drake di creare storie false dietro di sé per sembrare più credibile, lo attacca per i suoi tentativi di "sembrare più nero" e si riferisce alla presunta rissa del 2014 nella quale Sean Combs avrebbe tirato un pugno a Drake, affermando che avrebbe fatto altrettanto.
Nella strofa successiva, Lamar inizia ad attaccare Drake dicendo che provasse a rubare lo stile a Lil Yachty, rivelando che gli avesse chiesto una collaborazione nonostante gli sneak dissing degli anni precedenti, affermando di odiare quando pronunciava la parola "nigga", dicendo di "vedere due bad bitches quando lo vede vicino a Sexyy Red", alludendo che "non gli piacciano le donne", rivelando che avesse mandato un cease and desist per bloccare la pubblicazione di Like That, attaccandolo per l'utilizzo non solo dell'intelligenza artificiale, ma anche dei ghostwriters, affermando che non fossero in venti contro Drake, come questo aveva detto in Push Ups, bensì che fossero in venti contro Lamar se si contavano quelli che scrivevano i brani di Drake, accusando Drake e la OVO di appropriazione culturale, prendendo in giro l'accento di Toronto di Drake mentre minaccia di "far sanguinare dei familiari [di Drake] se avesse parlato nuovamente della sua famiglia" e lo accusa, come aveva fatto Kanye West nel remix di Like That, di avere l'appoggio di "tutta l'industria". Lamar chiude dicendo di "non volerlo [Drake] sentire più dire nigga", riferendosi nuovamente al fatto che Drake sia per metà bianco e che non rispetti la cultura afroamericana.

### Copertina e titolo
La copertina del brano è semplicemente l'immagine della definizione fornita da Google del termine "euphoria" (in italiano "euforia"), titolo del brano che si riferisce al fatto che Drake sia uno dei produttori esecutivi dell'omonima serie televisiva, accusata spesso e volentieri di sessualizzare eccessivamente gli adolescenti; proprio per questo è probabile che Kendrick Lamar abbia scelto il titolo per riferirsi implicitamente alle accuse che affermano che Drake abbia avuto diverse relazioni con ragazze adolescenti nel corso della sua carriera. Inoltre, il riferimento alla serie televisiva può essere interpretato come una critica sottintesa all'enorme autopromozione e al marketing fatto da Drake.

## Tracce
Testi di Kendrick Duckworth, musiche di Cardo, Kyuro, Johnny Juliano, Sounwave e Yung Exclusive.
1. Euphoria – 6:24

## Formazione
- Kendrick Lamar – voce, testi
- Cardo – produzione
- Kyuro – produzione
- Johnny Juliano – produzione
- Sounwave – produzione
- Yung Exclusive – produzione
- Matthew Bernard – tastiera aggiuntiva, esecutore associato
- Jonathan Turner – missaggio
- Ray Charles Brown Jr. – ingegnere dell'audio
- Nicolas De Porcel – mastering

## Pubblicazione
Il singolo è stato pubblicato a sorpresa sul canale YouTube di Kendrick Lamar il 30 aprile 2024, prima di essere reso disponibile sulle piattaforme di streaming digitale attraverso la Interscope Records approssimativamente alle 8:24 del mattino P.T., un omaggio al cestista Kobe Bryant, uno degli idoli di Lamar, che nella sua carriera ai Los Angeles Lakers ha indossato proprio i numeri di maglia 8 e 24.
Diversi critici hanno notato come l'assenza di un rollout di Lamar e il suo silenzio pubblico sulla questione, a differenza di quanto fatto da Drake, abbiano reso l'impatto del brano di gran lunga maggiore; infatti Kendrick Lamar, come aveva fatto con Like That, non ha fatto nessun commento pubblico né ha postato sui suoi profili social riguardo la faida, decidendo di esprimersi solo attraverso la musica.

## Eventi successivi

### Reazioni
Nei minuti immediatamente successivi alla pubblicazione a sorpresa di Euphoria sul canale YouTube di Kendrick, le eccessive ricerche del testo del brano sul sito web Genius ha causato un collasso momentaneo del sito.
Drake ha risposto indirettamente a Kendrick Lamar dopo poche ore dall'uscita di Euphoria, postando sulle storie su Instagram un video estratto dal film del 1999 10 cose che odio di te, nel quale l'attrice Julia Stiles recita una lista della cose che odia del personaggio del film Patrick, per prendere in giro la parte del brano in cui Lamar dice di essere il più grande hater di Drake, elencando tutti gli elementi che non sopporta del rapper canadese.
Inoltre, dopo la pubblicazione di Euphoria diversi artisti hanno reagito al brano sui social media: Jay Rock, amico e collaboratore di lunga data di Lamar, ha affermato attraverso un tweet che Lamar avesse "bruciato" Drake, mentre attraverso lo stesso social il rapper Denzel Curry ha lodato gli sforzi di entrambi gli artisti nella faida, dicendo che "hanno fatto apprezzare il lirismo a tutti" e, in un altro post, ha affermato scherzosamente che "[J.] Cole sapeva cosa stava per succedere"; Suge Knight, fondatore della storica Death Row Records attualmente in carcere per omicidio volontario, ha affermato che Lamar avesse vinto il primo round della faida ma ha criticato come quest'ultimo abbia attaccato il "non essere abbastanza nero" di Drake. Metro Boomin, produttore coinvolto nella faida con Drake che ha litigato in diverse occasioni con il rapper canadese e ha collaborato con Lamar in Like That, ha reagito al brano postando su Twitter diverse emoji che ridono e una GIF di un uomo che suona la batteria, riferendosi a uno dei dissing che Drake gli aveva rivolto.
Lil Yachty, rapper amico di Drake che è stato citato da Lamar nel brano, era sembrato avere reagito al brano mettendo "mi piace" a un tweet di una fan page di Drake che attaccava Kendrick Lamar per avere tradito sua moglie in passato. Tuttavia Yachty ha immediatamente negato le accuse, affermando con un tweet di avere messo "mi piace" al post per errore. Anche Gunna  ha reagito con un post su Twitter scrivendo: "Man wassam?" (ovvero "amico, che succede?"); anche lui è stato citato da Lamar nel brano, quando il rapper di Compton si è riferito al fatto che Gunna avesse accettato di patteggiare durante il processo alla YSL Records venendo accusato di "essere una spia" da diversi nel mondo dell'hip hop. YNW Melly era stato citato da Lamar quando quest'ultimo si è comparato a lui per sottintendere che avrebbe potuto uccidere Drake e J. Cole nonostante fossero suoi amici, riferendosi al fatto che Melly fosse sotto processo con l'accusa di omicidio di due suoi amici di lunga data; YNW Melly ha reagito dicendo a TMZ di essere onorato di essere stato citato da uno dei suoi rapper preferiti ma definendosi triste di essere un nome noto per avvenimenti falsi.

### 6:16 in LA
Il 3 maggio successivo, tre giorni dopo l'uscita di Euphoria, Kendrick Lamar ha reso disponibile esclusivamente sul suo profilo Instagram una seconda diss track verso Drake, proprio come aveva fatto quest'ultimo, che aveva seguito Push Ups pubblicando su Instagram Taylor Made Freestyle. Inoltre, Kendrick aveva anticipato la possibile uscita di una seconda diss track quando in Euphoria aveva affermato che "sarebbe tornato a Back to Back", riferendosi al fatto che durante giugno 2015 Drake avesse pubblicato nel giro di due giorni due diss track verso il rapper Meek Mill: Charged Up il 27 giugno e, appunto, Back to Back il 29.
Il titolo del brano può essere interpretato in molteplici modi, dei quali il primo è che sia un riferimento ai brani di Drake intitolati con un'ora e una città: 9AM in Dallas (2010), 6PM in New York (2015), 5AM in Toronto (2019), 4PM in Calabasas (2019), 7AM on Bridle Path (2021) e 8AM in Charlotte (2023). Altre possibilità meno ovvie sono che Lamar si riferisse alla festa del papà, che in Canada cade il 6/16 (ovvero il 16 giugno), sottintendendo così nuovamente che Drake fosse un padre poco attento; altri hanno notato che il 16 giugno fosse anche la data di nascita di Tupac Shakur. L'ultima ipotesi è che Kendrick si riferisse alla data del suo primo concerto a Toronto, città natale di Drake, avvenuto il 16 giugno 2011.
Il brano è stato prodotto da Sounwave e Jack Antonoff, produttore di gran parte delle opere di Taylor Swift. Secondo alcuni, Kendrick Lamar avrebbe deciso di affidare la produzione ad Antonoff per rispondere a Taylor Made Freestyle, dove Drake lo aveva accusato di essere "controllato" da Swift. 6:16 in LA campiona il brano di Al Green del 1972 What a Wonderful Thing Love Is.
Per quanto riguarda i testi, nel brano Lamar attacca per la prima la OVO Sound, etichetta discografica fondata da Drake, insinuando di avere persone che lavorano segretamente per lui all'interno di questa e che alcuni dei suoi membri avrebbero già tradito Drake in passato in molteplici occasioni. Successivamente, Lamar punzecchia Drake facendo un gioco di parole con il suo brano del 2020 Toosie Slide per avvisarlo che "non sarebbe riuscito a scivolare via dalla situazione" e prende in giro il rapper di Toronto per il suo essere spesso oggetto di meme e per la sua attività online.

## Accoglienza
| Recensione | Giudizio |
| ---------- | -------- |
| Complex    | 42/50    |

Peter A. Berry di Complex ha dato alle barre contenute nel brano una valutazione di 8.5/10, ha valutato la presentazione, la "mancanza di rispetto" e l'efficacia come un 9/10 e il brano come un 6.5/10, valutando complessivamente la diss track come un 42/50, ovvero un punteggio dell'84%. Berry ha notato come Lamar quasi "prenda in giro Drake" in alcuni punti del brano, mentre in altri lo critica apertamente soprattutto per l'utilizzo dei ghostwriters e dell'intelligenza artificiale. Ha lodato la presentazione del brano, affermando che la copertina, il titolo e la mancanza di rollout siano estremamente importanti per l'impatto del brano. Successivamente ha lodato il modo in cui Lamar manca di rispetto a Drake e le sue "inflessioni tonali e fraseggio", mentre ha criticato lievemente la produzione, definendola "un po' mediocre" e affermando che renda Euphoria "una goffa, impraticabile avventura che è davvero utile solo per ciò per cui è stata creata: strappare la testa di Drake". Ha concluso affermando che complessivamente Lamar sia stato superiore a Drake nella faida e che "sarà un piacere vedere Drake provare a batterlo".
Vivian Medithi di The Fader ha descritto Euphoria come una canzone rap eccezionale e uno "studio dinamico nell'odio." Andre Gee di Rolling Stone ha affermato di essere rimasto impressionato da come Lamar sia sembrato un "veterano" nonostante il brano fosse la sua prima diss track ufficiale. Angel Diaz, scrivendo per Billboard, ha affermato che la sua risposta sia "valsa l'attesa" e ne ha elogiato il denso lirismo.
In recensioni meno favorevoli, Alphonse Pierre di Pitchfork ha affermato che nel brano sia mancato un "colpo per il KO" che avrebbe potuto spingere la faida tra Lamar e Drake oltre essere uno "spettacolo fugace". Ben Beaumont-Thomas di The Guardian ha scritto nel suo articolo che essendo qualcuno la cui arte "si basa su un'autopresentazione imperfetta ma illuminata", nel brano Lamar si è denigrato con l'uso "di veri e propri testi misogini e omofobici".

## Classifiche

### Classifiche settimanali
| Classifiche (2024) | Posizione massima |
| ------------------ | ----------------- |
| Australia          | 8                 |
| Canada             | 13                |
| Finlandia          | 33                |
| Germania           | 46                |
| India              | 10                |
| Irlanda            | 13                |
| Islanda            | 4                 |
| Lituania           | 6                 |
| Norvegia           | 22                |
| Nuova Zelanda      | 5                 |
| Paesi Bassi        | 39                |
| Regno Unito        | 11                |
| Stati Uniti        | 3                 |
| Sudafrica          | 8                 |
| Svezia             | 26                |
| Svizzera           | 13                |

### Classifiche di fine anno
| Classifica (2024) | Posizione |
| ----------------- | --------- |
| Canada            | 81        |
| Stati Uniti       | 66        |